# Vauxbuin
Vauxbuin ist eine französische Gemeinde mit 771 Einwohnern (Stand: 1. Januar 2022) im Département Aisne in der Region Hauts-de-France (frühere Region: Picardie). Sie gehört zum Arrondissement Soissons, zum Kanton Soissons-2 und zum Gemeindeverband GrandSoissons Agglomération.

## Geographie
Das Gemeindegebiet von Vauxbuin liegt auf einem Plateau zwischen den Flusstälern der Aisne im Norden und der Crise im Süden und schließt unmittelbar südwestlich an die Stadt Soissons an. Weitere Nachbargemeinden sind Courmelles im Osten und Süden, Saconin-et-Breuil im Südwesten sowie Mercin-et-Vaux im Westen. Eine alte Heerstraße des Systems Chaussée Brunehaut bildet die westliche Gemeindegrenze. Durch das Gemeindegebiet von Vauxbuin führt die RN 2.

## Bevölkerungsentwicklung
| Jahr                       | 1962 | 1968 | 1975 | 1982 | 1990 | 1999 | 2008 | 2015 | 2022 |
| Einwohner                  | 656  | 663  | 588  | 936  | 905  | 827  | 778  | 789  | 171  |
| Quellen: Cassini und INSEE |      |      |      |      |      |      |      |      |      |

## Sehenswürdigkeiten

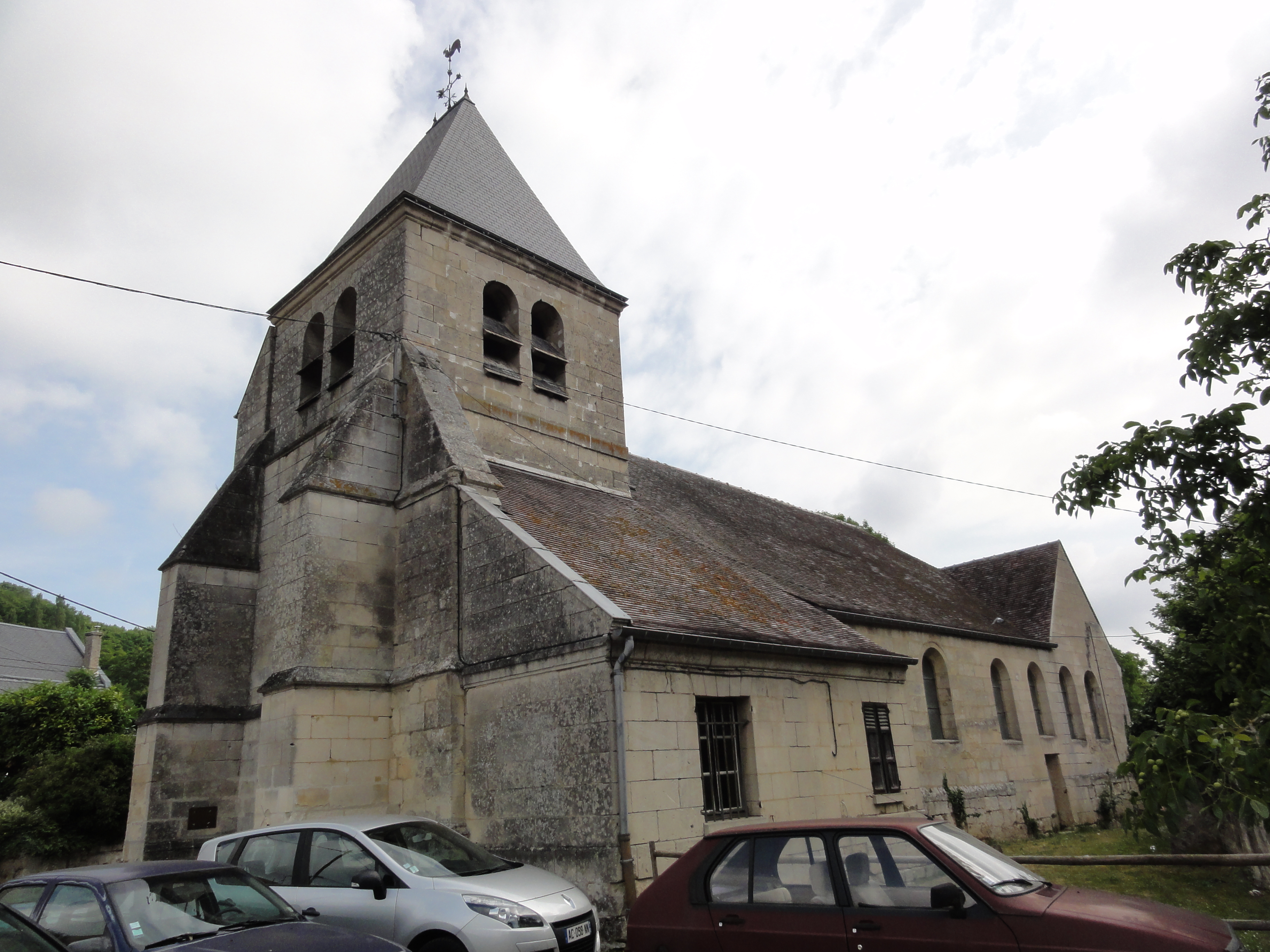
Kirche Saint-Martin
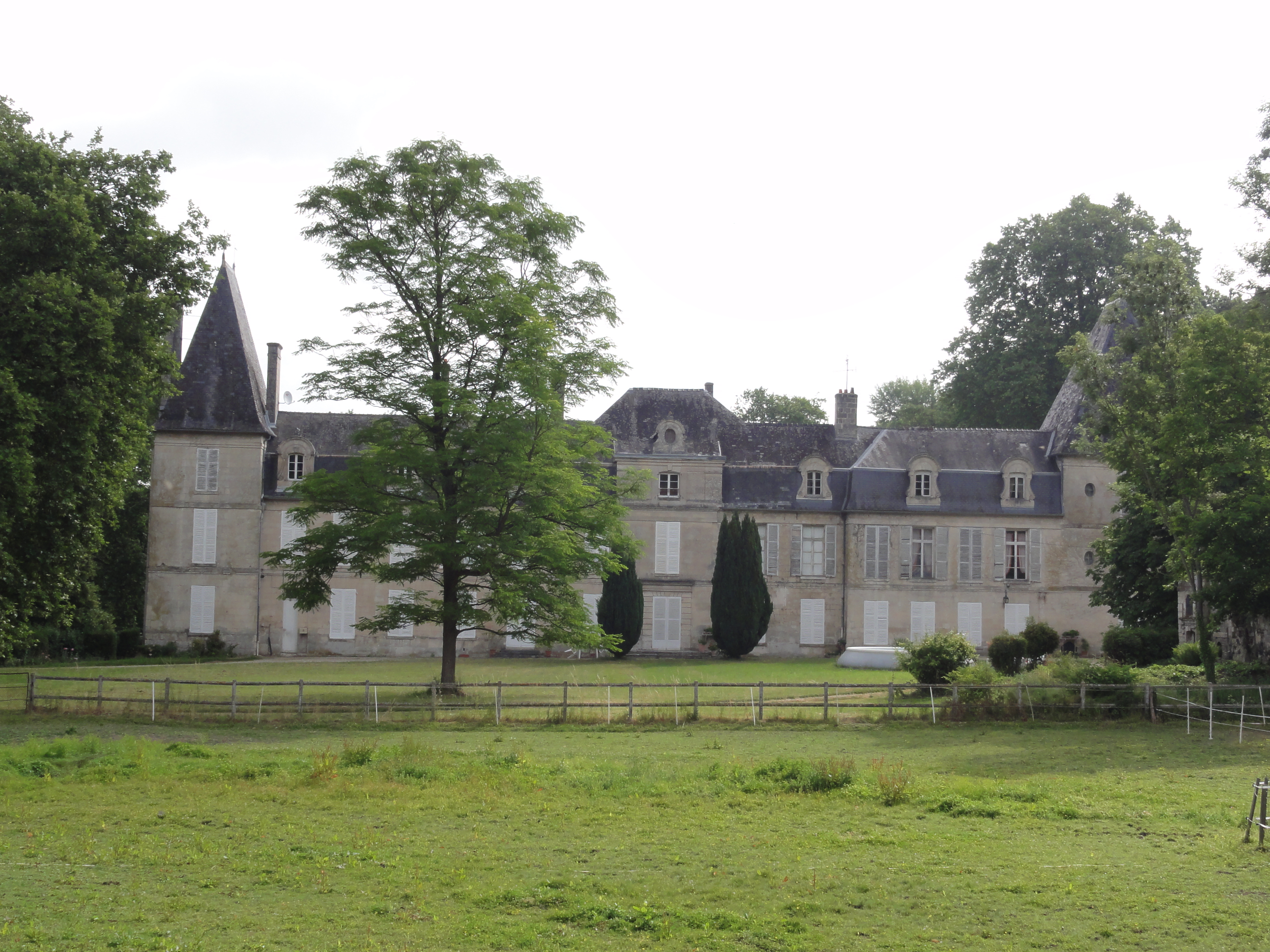
Schloss
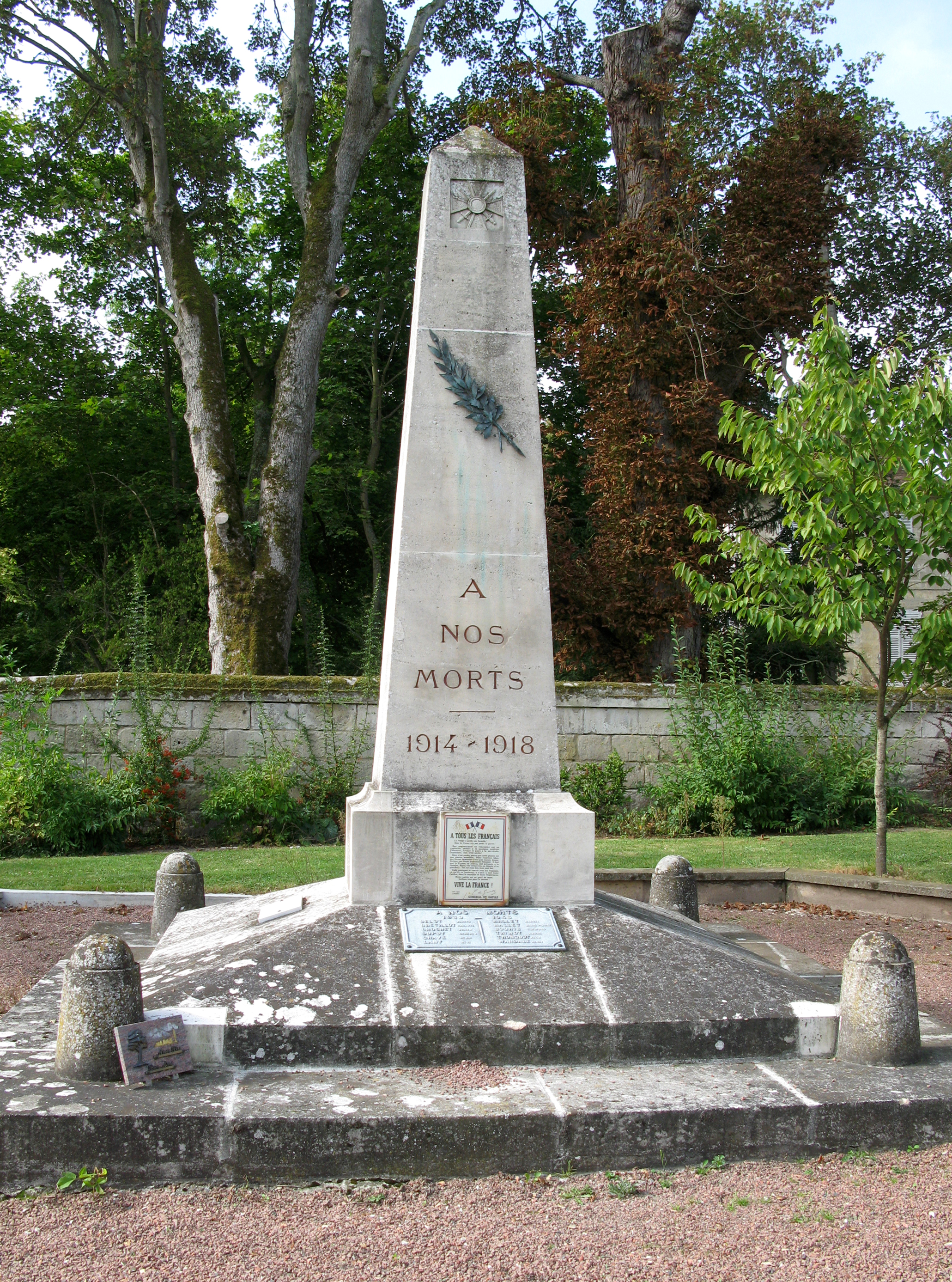
Gefallenendenkmal

- zwei Schlösser
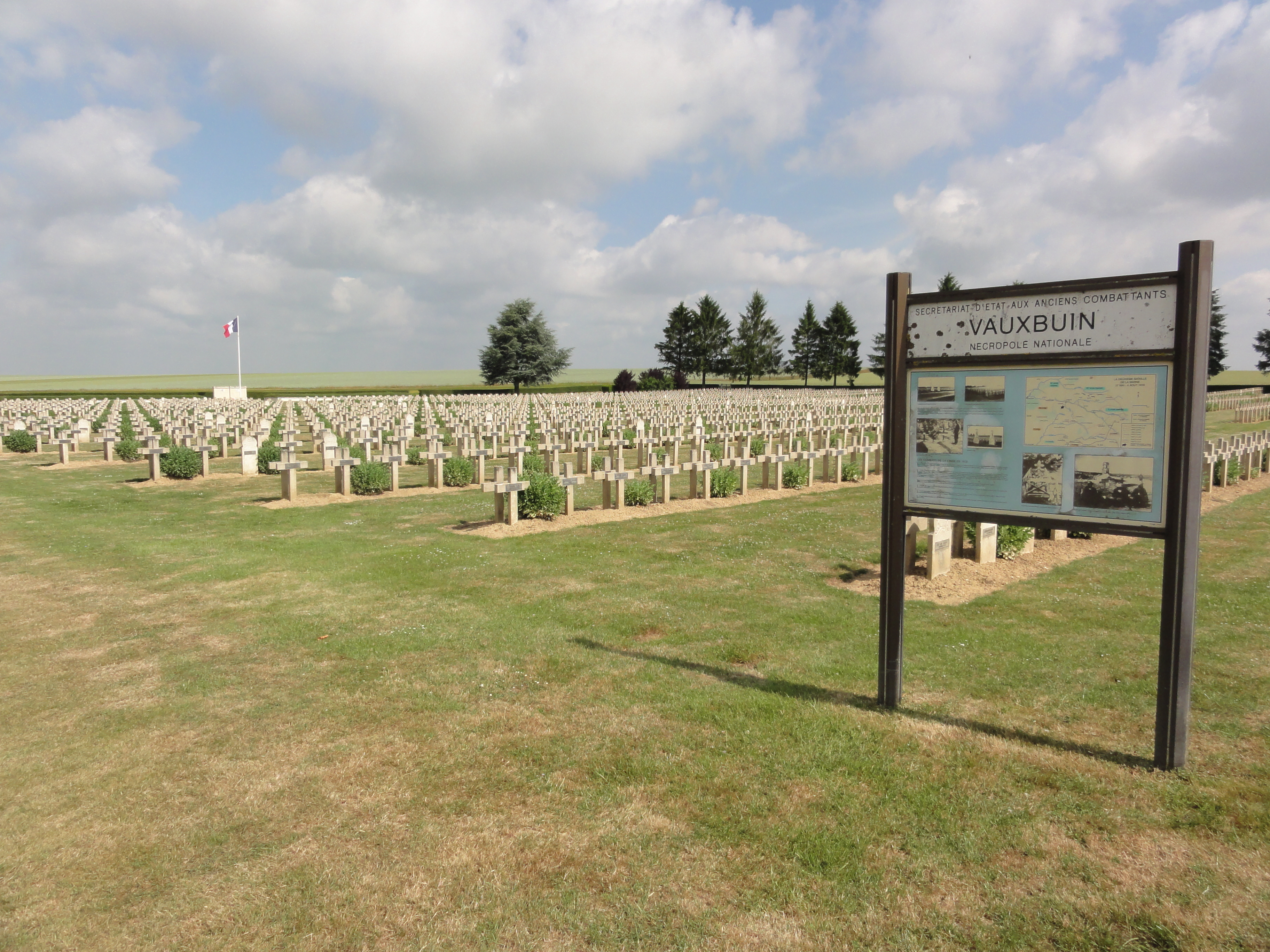
französischer Soldatenfriedhof Nécropole nationale de Vauxbuin
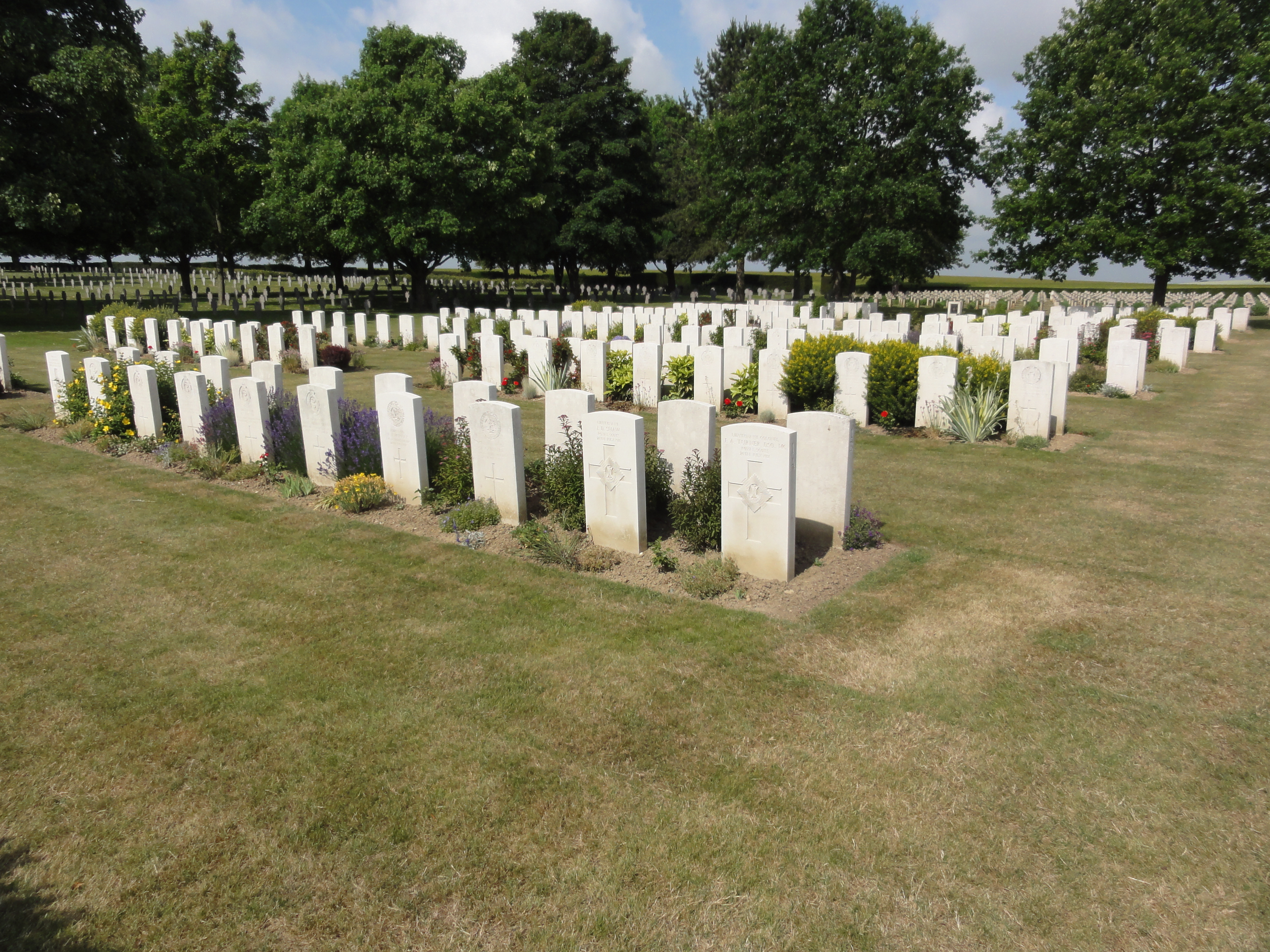
britischer Soldatenfriedhof
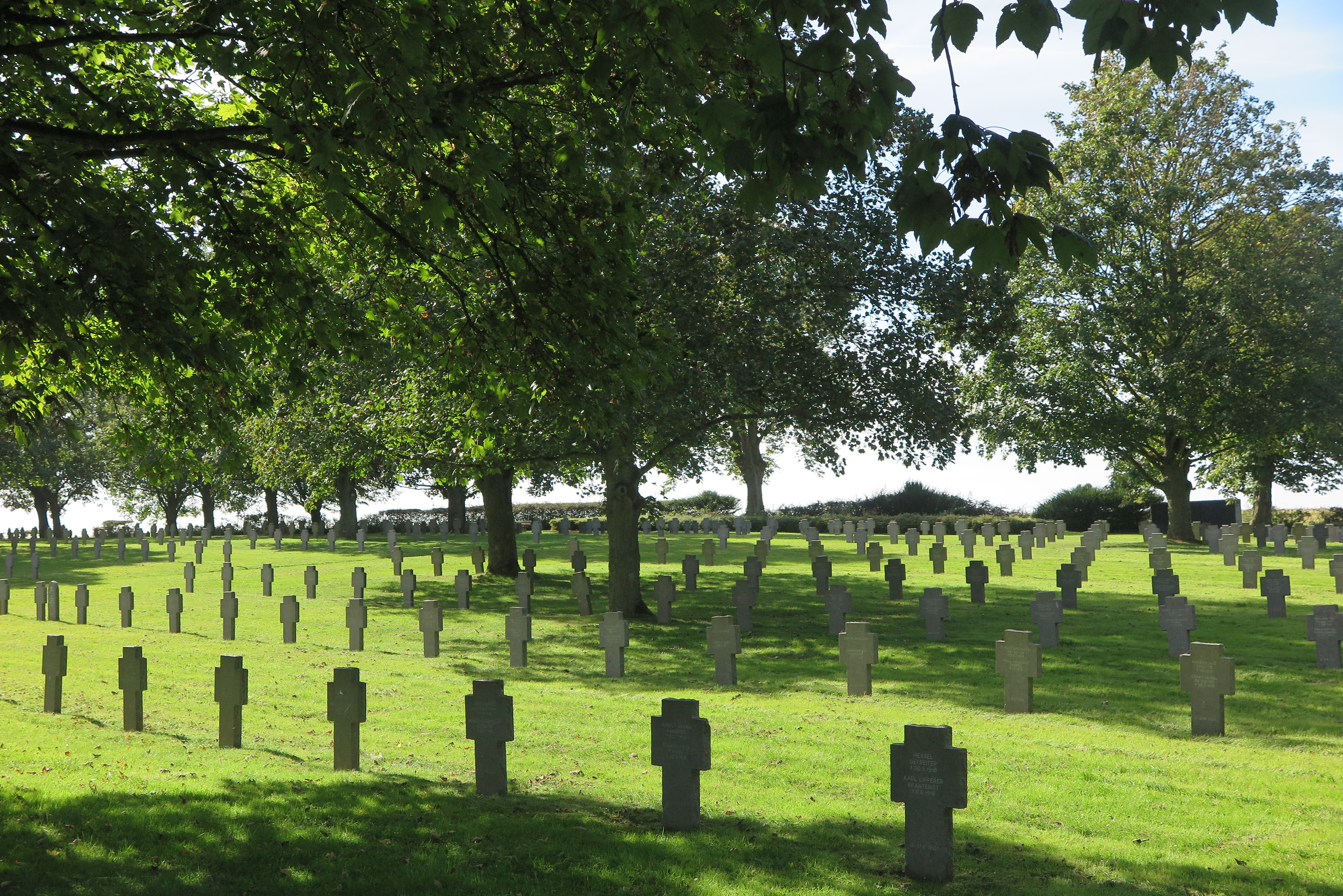
deutscher Soldatenfriedhof

- Kirche Saint-Martin
- Schloss
- Gefallenendenkmal
- Französischer Soldatenfriedhof
- Britischer Soldatenfriedhof
- Deutscher Soldatenfriedhof

## Persönlichkeiten
- Olivier Harty de Pierrebourg (1908–1973), Politiker